# Owejs Mallahi
Owejs Mallahi (pers. اويس ملاحى; ur. 22 września 1966) – irański zapaśnik w stylu wolnym. Olimpijczyk z Barcelony 1992, gdzie zajął dziewiąte miejsce w kategorii 57 kg.
Brązowy medal mistrzostw świata w 1991. Pierwszy na igrzyskach azjatyckich w 1990 i trzeci w 1994. Trzykrotnie drugi w mistrzostwach Azji, w 1992, 1993 i 1995 roku.